# Nationwide体育馆
Nationwide体育馆（Nationwide Arena）是一座位于美国俄亥俄州哥伦布的室内体育馆。体育馆以Nationwide互助保险公司命名。于2000年建成投入使用，是国家冰球联盟（NHL）哥伦布蓝衣的主场。Nationwide体育馆举办各类体育赛事和音乐会。

## 概要
体育馆采用砖砌设计，座位数设计为：冰球18,500座；室内美式橄榄球17,171座；篮球19,500座；音乐会21,00座。
体育馆坐落于俄亥俄州议会大厦以北约半英里处。场馆及其附近街区被称为体育馆区，该区域内还有亨廷顿公园棒球场。Lower.com球场也邻近体育馆区。
2000年10月7日，Nationwide体育馆举办了首场比赛，为哥伦布蓝衣对阵芝加哥黑鷹的冰球赛。同年10月27日，哥伦布蓝衣在Nationwide体育馆取得了首场胜利。
2002年3月16日，在Nationwide体育馆的一场冰球赛中，观众Brittanie Cecil被飞入看台的冰球击中并于两天后逝世。这起事件使得NHL强制性要求在所有专业冰球场上加装安全网。
2010年起，该体育馆成为了俄亥俄州立大学Value City体育馆的姊妹场馆。当其校内体育馆设施无法使用时，俄亥俄州立大学七叶树队会移到Nationwide体育馆进行比赛。
2018年，Nationwide体育馆举办了NCAA第一级别女篮锦标赛的半决赛和决赛。
截至2022年，哥伦布蓝衣在该体育场的上座记录为19,434人，发生在2022年对阵波士頓棕熊的比赛中。

## 各类活动
- 冰球赛
- 篮球赛
- 音乐会
- 综合格斗和職業摔角[13][14]
- 电竞比赛[15]

## 图片集

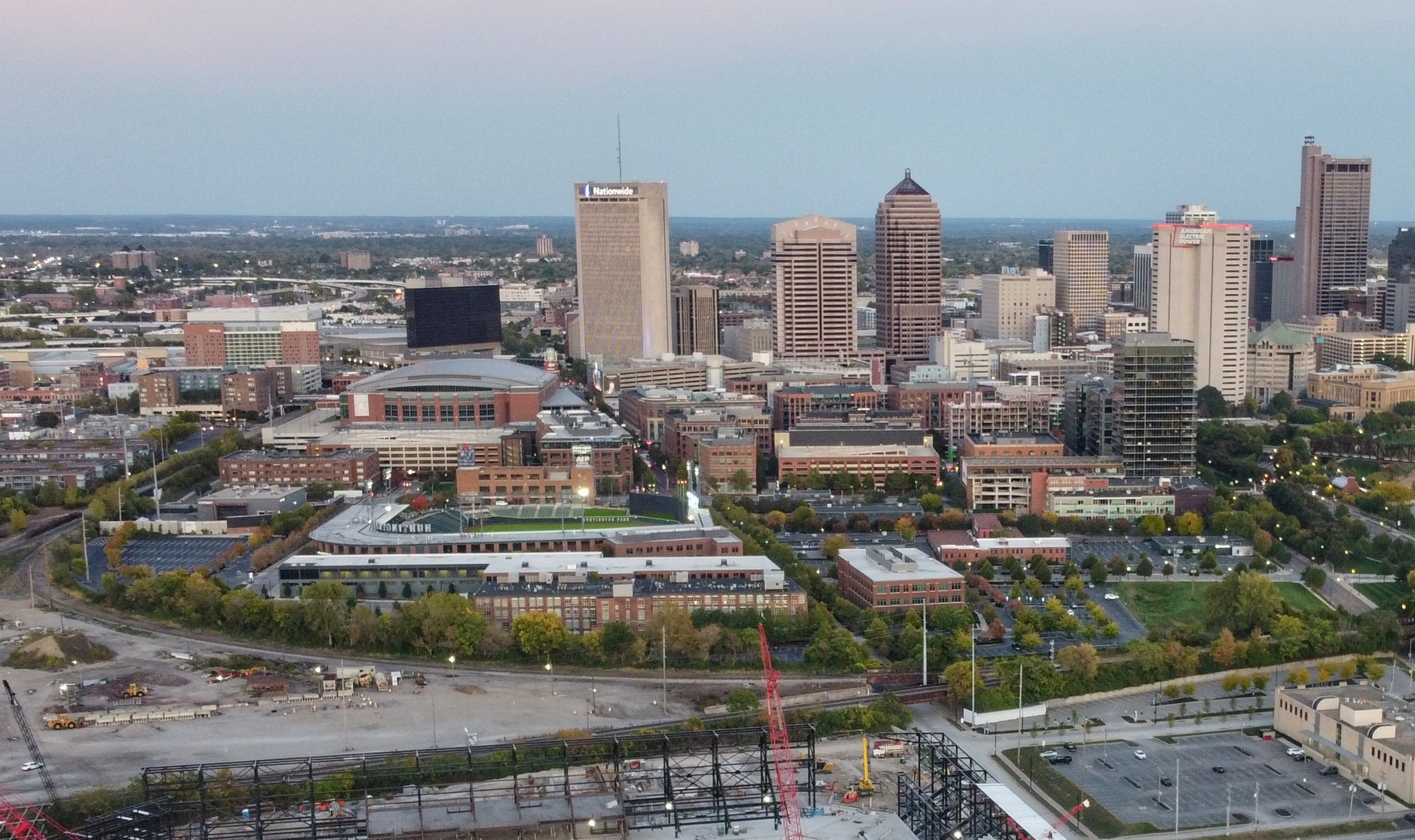
体育馆区全景照片
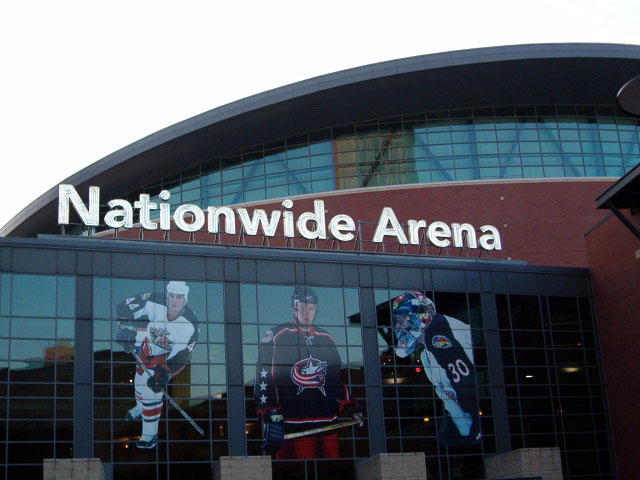
Nationwide体育馆外
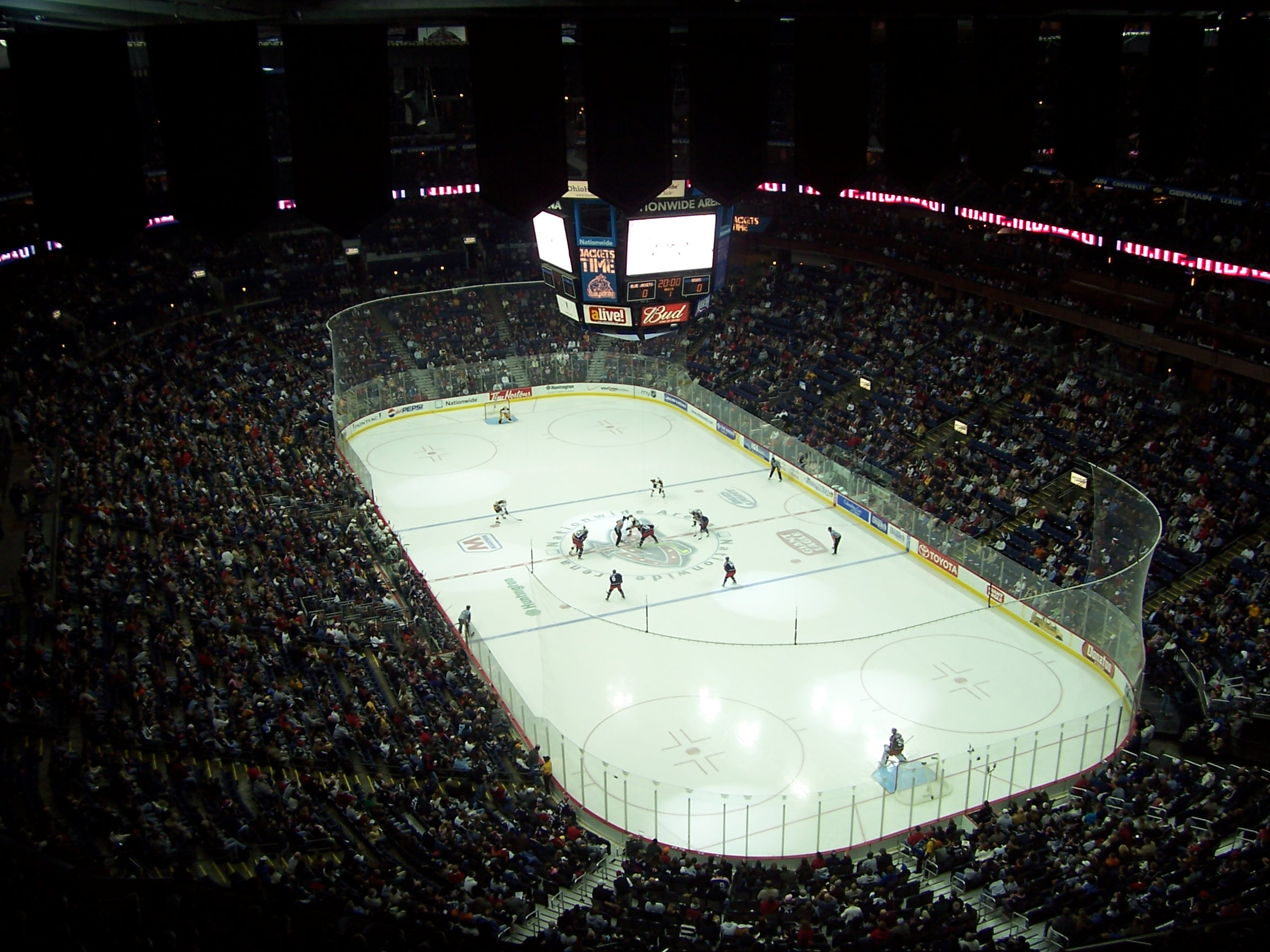
哥伦布蓝衣冰球比赛
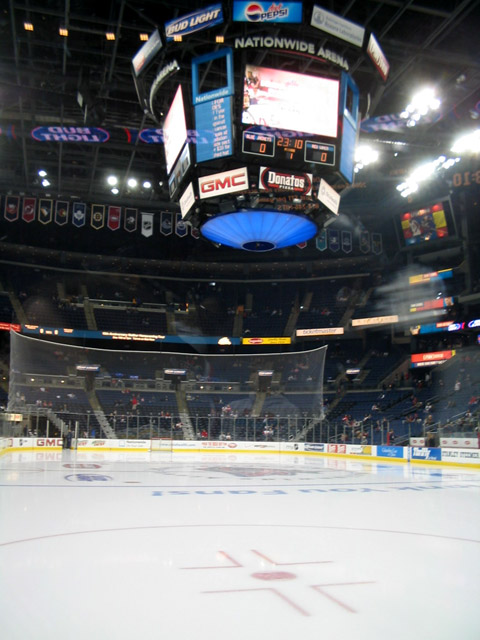
Nationwide体育馆